# Грёбен, Александр фон дер
Александр фон дер Грёбен (нем. Alexander Graf von der Groeben; род. 5 октября 1955, Ратинген, Северный Рейн-Вестфалия) — немецкий дзюдоист и киноактёр, чемпион и призёр чемпионатов ФРГ и Европы, призёр чемпионата мира, участник летних Олимпийских игр 1984 года в Лос-Анджелесе и 1988 года в Сеуле.

## Биография
Выступал в тяжёлой (свыше 95 кг) и абсолютной весовых категориях. С 1978 по 1990 год шесть раз становился чемпионом ФРГ, четырежды — серебряным и дважды бронзовым призёром чемпионатов страны. Бронзовый призёр чемпионата мира 1982 года среди студентов в тяжёлой и абсолютной категориях. Завоевал две золотые, две серебряные и четыре бронзовые медали чемпионатов Европы. В 1989 году в Белграде стал бронзовым призёром чемпионата мира. На Олимпиаде в Лос-Анджелесе занял 9-е место. Через четыре года в Сеуле стал 19-м.

## Фильмография
- Линденштрассе;
- Девушка с грифом;
- Охрана;
- Запрещённая любовь;
- Клоун;
- Малыш Джимми;
- Всё, что считается;
- Хельдт;
- Рамон;
- Memento Mori;
- Антропоид;
- Hiebfest;